# Campeonato Neerlandés de Fútbol 1935-36
El Campeonato Neerlandés de Fútbol 1935/36 fue la 48.ª edición del campeonato de fútbol de los Países Bajos. Participaron 50 equipos divididos en cinco divisiones. El campeón nacional sería determinado por un grupo final formado con los ganadores de las divisiones de fútbol del este, norte, sur y dos del oeste. Feijenoord ganó el campeonato de este año.

## Nuevos participantes
Eerste Klasse Este:
- Promovido desde la 2ª división: VV SCH

Eerste Klasse Norte:
- Promovido desde la 2ª división: VV Hoogezand

Eerste Klasse Sur:
- Promovido desde la 2ª división: RFC Roermond

Eerste Klasse Oeste-I:
- Trasladado desde Oeste-II: HFC Haarlem, HBS Craeyenhout, Hermes DVS, KFC y Sparta Rotterdam

Eerste Klasse Oeste-II:
- Trasladado desde Oeste-I: DHC Delft, Feijenoord, Koninklijke HFC y VUC
- Promovido desde la 2ª división: Blauw-Wit Amsterdam

## Divisiones

### Eerste Klasse Este
| Pos | Equipo          | PJ | PG | PE | PP | GF | GC | Pts | DG  | Notas                                     |
| --- | --------------- | -- | -- | -- | -- | -- | -- | --- | --- | ----------------------------------------- |
| 1   | SC Enschede     | 18 | 15 | 1  | 2  | 55 | 24 | 31  | +31 | Clasificado al grupo final por el título. |
| 2   | Go Ahead        | 18 | 12 | 3  | 3  | 48 | 20 | 27  | +28 |                                           |
| 3   | Heracles        | 18 | 11 | 3  | 4  | 36 | 20 | 25  | +16 |                                           |
| 4   | PEC Zwolle      | 18 | 8  | 4  | 6  | 40 | 30 | 20  | +10 |                                           |
| 5   | AGOVV Apeldoorn | 18 | 8  | 2  | 8  | 41 | 37 | 18  | +4  |                                           |
| 6   | ZAC             | 18 | 7  | 3  | 8  | 34 | 47 | 17  | -13 |                                           |
| 7   | FC Wageningen   | 18 | 5  | 4  | 9  | 22 | 37 | 14  | -15 |                                           |
| 8   | HVV Tubantia    | 18 | 3  | 5  | 10 | 27 | 40 | 11  | -13 |                                           |
| 9   | Enschedese Boys | 18 | 4  | 3  | 11 | 28 | 51 | 11  | -23 |                                           |
| 10  | VV SCH          | 18 | 2  | 2  | 14 | 29 | 54 | 6   | -25 | Descendido a la segunda división.         |

PJ = Partidos jugados; PG = Partidos ganados; PE = Partidos empatados; PP = Partidos perdidos; GF = Goles a favor; GC = Goles en contra; Pts = Puntos; DG = Diferencia de goles

### Eerste Klasse Norte
| Pos | Equipo          | PJ | PG | PE | PP | GF | GC | Pts | DG  | Notas                                     |
| --- | --------------- | -- | -- | -- | -- | -- | -- | --- | --- | ----------------------------------------- |
| 1   | Be Quick 1887   | 18 | 16 | 1  | 1  | 71 | 17 | 33  | +54 | Clasificado al grupo final por el título. |
| 2   | Veendam         | 18 | 12 | 2  | 4  | 51 | 35 | 26  | +16 |                                           |
| 3   | Velocitas       | 18 | 10 | 4  | 4  | 48 | 21 | 24  | +27 |                                           |
| 4   | GVAV Rapiditas  | 18 | 7  | 3  | 8  | 48 | 38 | 17  | +10 |                                           |
| 5   | VV Hoogezand    | 18 | 7  | 2  | 9  | 38 | 39 | 16  | -1  |                                           |
| 6   | VV Leeuwarden   | 18 | 8  | 0  | 10 | 40 | 44 | 16  | -4  |                                           |
| 7   | HSC             | 18 | 6  | 2  | 10 | 37 | 58 | 14  | -21 |                                           |
| 8   | LVV Friesland   | 18 | 5  | 2  | 11 | 34 | 56 | 12  | -22 |                                           |
| 9   | Sneek Wit Zwart | 18 | 6  | 0  | 12 | 24 | 59 | 12  | -35 |                                           |
| 10  | Achilles 1894   | 18 | 3  | 4  | 11 | 27 | 51 | 10  | -24 |                                           |

PJ = Partidos jugados; PG = Partidos ganados; PE = Partidos empatados; PP = Partidos perdidos; GF = Goles a favor; GC = Goles en contra; Pts = Puntos; DG = Diferencia de goles

### Eerste Klasse Sur
| Pos | Equipo         | PJ | PG | PE | PP | GF | GC | Pts | DG  | Notas                                     |
| --- | -------------- | -- | -- | -- | -- | -- | -- | --- | --- | ----------------------------------------- |
| 1   | NAC            | 18 | 9  | 7  | 2  | 41 | 21 | 25  | +20 | Clasificado al grupo final por el título. |
| 2   | BVV Den Bosch  | 18 | 9  | 6  | 3  | 38 | 32 | 24  | +6  |                                           |
| 3   | MVV Maastricht | 18 | 8  | 5  | 5  | 41 | 31 | 21  | +10 |                                           |
| 4   | LONGA          | 18 | 6  | 7  | 5  | 35 | 27 | 19  | +8  |                                           |
| 5   | PSV Eindhoven  | 18 | 6  | 7  | 5  | 35 | 31 | 19  | +4  |                                           |
| 6   | Juliana        | 18 | 7  | 5  | 6  | 37 | 34 | 19  | +3  |                                           |
| 7   | Bleijerheide   | 18 | 5  | 6  | 7  | 28 | 33 | 16  | -5  |                                           |
| 8   | RFC Roermond   | 18 | 6  | 3  | 9  | 24 | 37 | 15  | -13 |                                           |
| 9   | FC Eindhoven   | 18 | 5  | 3  | 10 | 33 | 45 | 13  | -12 |                                           |
| 10  | NOAD           | 18 | 3  | 3  | 12 | 29 | 50 | 9   | -21 |                                           |

PJ = Partidos jugados; PG = Partidos ganados; PE = Partidos empatados; PP = Partidos perdidos; GF = Goles a favor; GC = Goles en contra; Pts = Puntos; DG = Diferencia de goles

### Eerste Klasse Oeste-I
| Pos | Equipo           | PJ | PG | PE | PP | GF | GC | Pts | DG  | Notas                                     |
| --- | ---------------- | -- | -- | -- | -- | -- | -- | --- | --- | ----------------------------------------- |
| 1   | AFC Ajax         | 18 | 11 | 3  | 4  | 58 | 33 | 25  | +25 | Clasificado al grupo final por el título. |
| 2   | HBS Craeyenhout  | 18 | 10 | 2  | 6  | 50 | 37 | 22  | +13 | [Oeste-II]                                |
| 3   | Sparta Rotterdam | 18 | 8  | 5  | 5  | 49 | 43 | 21  | +6  | [Oeste-II]                                |
| 4   | VSV              | 18 | 9  | 3  | 6  | 43 | 40 | 21  | +3  | [Oeste-II]                                |
| 5   | ADO Den Haag     | 18 | 10 | 0  | 8  | 41 | 39 | 20  | +2  |                                           |
| 6   | HFC Haarlem      | 18 | 6  | 4  | 8  | 47 | 46 | 16  | +1  | [Oeste-II]                                |
| 7   | RCH              | 18 | 5  | 5  | 8  | 35 | 45 | 15  | -10 |                                           |
| 8   | KFC              | 18 | 5  | 4  | 9  | 22 | 34 | 14  | -12 | [Oeste-II]                                |
| 9   | Xerxes           | 18 | 4  | 5  | 9  | 42 | 55 | 13  | -13 |                                           |
| 10  | Hermes DVS       | 18 | 4  | 5  | 9  | 28 | 43 | 13  | -15 | [Oeste-II]                                |

PJ = Partidos jugados; PG = Partidos ganados; PE = Partidos empatados; PP = Partidos perdidos; GF = Goles a favor; GC = Goles en contra; Pts = Puntos; DG = Diferencia de goles
[Oeste-II] Equipos trasladados a la división Oeste-II para la próxima temporada.

### Eerste Klasse Oeste-II
| Pos | Equipo              | PJ | PG | PE | PP | GF | GC | Pts | DG  | Notas                                     |
| --- | ------------------- | -- | -- | -- | -- | -- | -- | --- | --- | ----------------------------------------- |
| 1   | Feijenoord          | 18 | 13 | 3  | 2  | 59 | 19 | 29  | +40 | Clasificado al grupo final por el título. |
| 2   | Blauw-Wit Amsterdam | 18 | 13 | 2  | 3  | 43 | 15 | 28  | +28 | [Oeste-I]                                 |
| 3   | DWS                 | 18 | 8  | 4  | 6  | 42 | 35 | 20  | +7  |                                           |
| 4   | Stormvogels         | 18 | 8  | 3  | 7  | 41 | 29 | 19  | +12 | [Oeste-I]                                 |
| 5   | DFC                 | 18 | 7  | 4  | 7  | 34 | 39 | 18  | -5  | [Oeste-I]                                 |
| 6   | DHC Delft           | 18 | 7  | 3  | 8  | 51 | 43 | 17  | +8  | [Oeste-I]                                 |
| 7   | ZFC                 | 18 | 4  | 7  | 7  | 24 | 37 | 15  | -13 |                                           |
| 8   | Excelsior           | 18 | 5  | 4  | 9  | 30 | 48 | 14  | -18 | [Oeste-I]                                 |
| 9   | VUC                 | 18 | 3  | 4  | 11 | 30 | 56 | 10  | -26 |                                           |
| 10  | Koninklijke HFC     | 18 | 3  | 4  | 11 | 23 | 56 | 10  | -33 | Descendido a la segunda división.         |

PJ = Partidos jugados; PG = Partidos ganados; PE = Partidos empatados; PP = Partidos perdidos; GF = Goles a favor; GC = Goles en contra; Pts = Puntos; DG = Diferencia de goles
[Oeste-I] Equipos trasladados a la división Oeste-I para la próxima temporada.

### Grupo final por el campeonato
| Pos | Equipo        | PJ | PG | PE | PP | GF | GC | Pts | DG |
| --- | ------------- | -- | -- | -- | -- | -- | -- | --- | -- |
| 1   | Feijenoord    | 8  | 6  | 0  | 2  | 25 | 16 | 12  | +9 |
| 2   | AFC Ajax      | 8  | 5  | 0  | 3  | 24 | 19 | 10  | +5 |
| 3   | SC Enschede   | 8  | 5  | 0  | 3  | 22 | 20 | 10  | +2 |
| 4   | Be Quick 1887 | 8  | 2  | 0  | 6  | 18 | 26 | 4   | -8 |
| 5   | NAC           | 8  | 2  | 0  | 6  | 10 | 18 | 4   | -8 |

PJ = Partidos jugados; PG = Partidos ganados; PE = Partidos empatados; PP = Partidos perdidos; GF = Goles a favor; GC = Goles en contra; Pts = Puntos; DG = Diferencia de goles
|                                |
| Campeón Feijenoord 3.er título |